# Ours
Ours – amerykański zespół rockowy założony w 1990. Jego liderem jest Jimmy Gnecco.

## Dyskografia
- Sour (1994)
- Distorted Lullabies (2001)
- Precious (2002)
- Mercy (Dancing for the Death of an Imaginary Enemy) (2008)